# Давыдова, Анна (тяжелоатлетка)
Анна Давыдова (укр. Ганна Давыдова; 25 июня 1998) — украинская спортсменка, тяжёлоатлетка, чемпионка Европы 2024 года.

## Биография
Анна Давыдова выступает на международных соревнованиях по тяжелой атлетике с 2023 года. 
В 2023 году дебютировала на чемпионатах Европы. В Ереване в категории до 64 кг с результатом 203 кг по сумме двух упражнений стала седьмой. 
На чемпионате мира 2023 года в Саудовской Аравии была шестой с результатом 210 кг. 
В феврале 2024 года на чемпионате Европы в Софии Анна завоевала золотую медаль по сумме двух упражнений с результатом 220 кг. В отдельных упражнениях она завоевала две малые серебряные медали.

## Достижения
Чемпионат Европы
| Результат | Вес       | Год  | Место соревнований | Рывок | Толчок | Общий вес |
| Золото    | до 64 кг. | 2024 | София, Болгария    | 100,0 | 120,0  | 220,0     |